# タクマ (企業)
株式会社タクマは、兵庫県尼崎市に本社を置く各種プラント（ボイラー・清掃施設等）関連企業である。

## 沿革
- 1938年 - 田熊汽缶製造株式会社を設立。
- 1949年5月 - 東京証券取引所・大阪証券取引所に上場。
- 1953年 - 大阪市北区に本社移転。
- 1972年 - 株式会社タクマに社名を変更。
- 1995年 - 尼崎市に本社ビル竣工し、登記本店を移転

## 事業所
- 本社 - 兵庫県尼崎市
- 大阪事務所 - 大阪市淀川区西中島
- 東京支社 - 東京都港区芝浦
- 北海道支店 - 札幌市中央区大通
- 東北支店 - 仙台市青葉区
- 中部支店 - 名古屋市中村区
- 九州支店 - 福岡市中央区
- 播磨工場 - 兵庫県高砂市